# 556
556 (DLVI) fue un año bisiesto comenzado en sábado del calendario juliano, en vigor en aquella fecha.

## Acontecimientos
- Papado: Pelagio I comienza su pontificado.
- Martín, abad del monasterio de Dumio.